# Prima dell'Incal
Prima dell'Incal è una space opera a fumetti, realizzata dal drammaturgo cileno naturalizzato francese Alejandro Jodorowsky e dal disegnatore serbo Zoran Janjetov tra il 1988 ed il 1995, pubblicata  da Les Humanoïdes Associés, con il titolo originario Avant l'Incal .
I sei volumi che la compongono sono:
1. AVANT L'INCAL (1988)
2. DETECTIVE PRIVÉE' DE CLASSE R (1990)
3. CROOT (1991)
4. ANARCOPSYCHOTIQUES (1992)
5. OUISKY, SPV ET HOMÉOPUTES (1993)
6. SUICIDE ALLÉE(1995)

## Trama
In un futuro distopico, viene seguita la vita di John Difool, dall'infanzia, all'acquisizione della licenza di investigatore privato, alle indagini sulla corruzione nel governo filoimperiale fino ad arrivare alla vigilia delle avventure raccontate nel successivo "L'Incal". 

## Edizioni Italiane
- * La serie viene pubblicata irregolarmente, fra il 1990 e il 2000 da diversi editori: "Editori del Grifo","L'Eternauta", "Edizioni Di"
- Prima dell'Incal - Integrale, traduzione di Marco Cedric Farinelli, Magic Press Edizioni, 2013, ISBN 9788877594112.
- Prima dell'Incal - Integrale, traduzione di Marco Cedric Farinelli, Mondadori Oscar Ink, 2022, ISBN 978-88-04-75570-8.